# Panamese dwerggifkikker
De Panamese dwerggifkikker (Colostethus inguinalis) is een kikker uit de familie pijlgifkikkers (Dendrobatidae). De soort werd voor het eerst wetenschappelijk beschreven door Edward Drinker Cope in 1868. Oorspronkelijk werd de wetenschappelijke naam Prostherapis inguinalis gebruikt.

## Kenmerken
Deze soort heeft een bruine en zwarte camouflagetekening en is 2 tot 3 centimeter lang. Ze zijn niet felgekleurd en ook niet giftig.

## Verspreiding en leefgebied
Deze soort komt voor in Midden-Amerika en het noordoosten van Zuid-Amerika. De habitat bestaat uit tropische of subtropische vochtige laaglandbossen en rivieren.